# Rick Elzinga

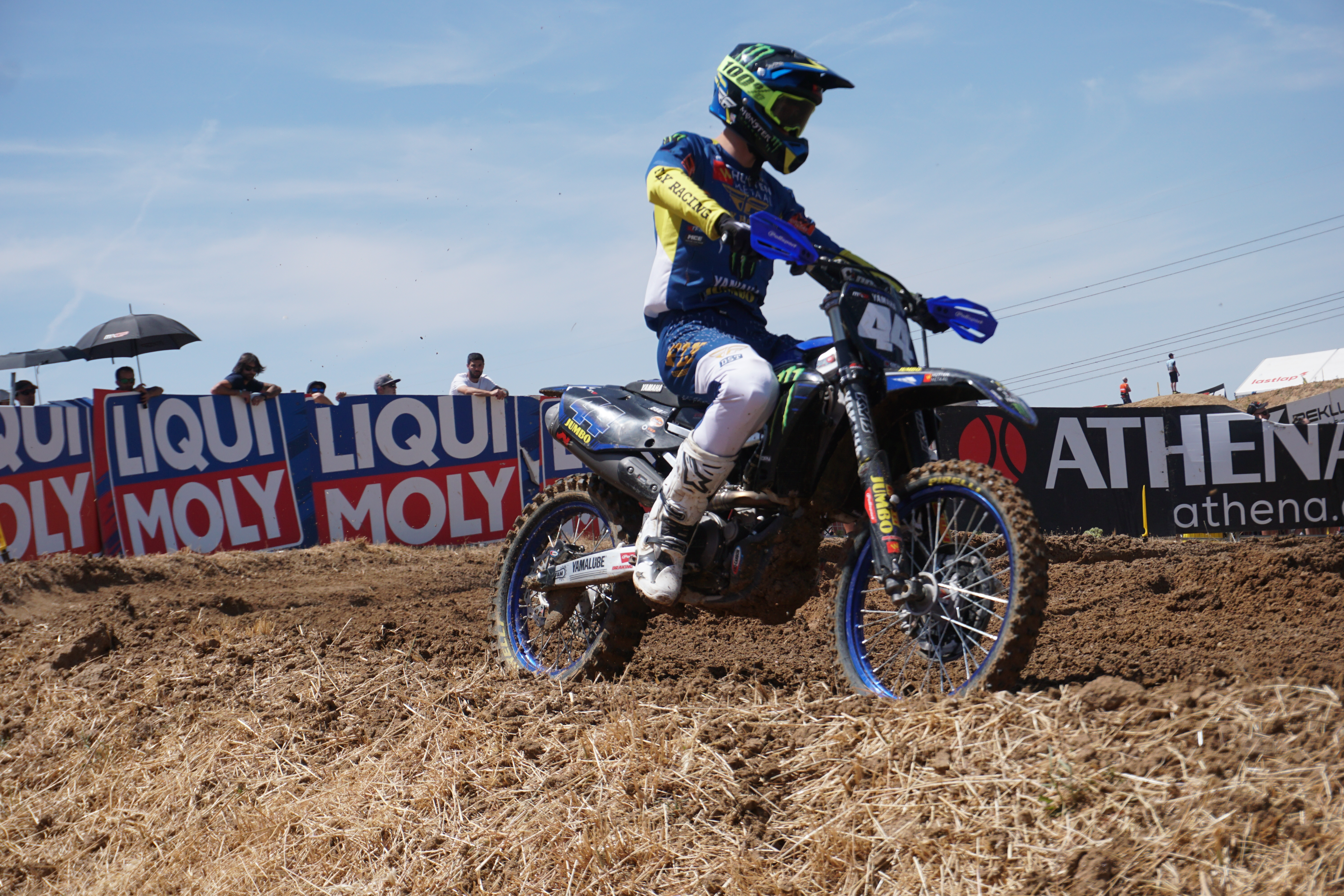
Rick Elzinga tijdens het Wereldkampioenschap Motorcross in Spanje 2022

Rick Elzinga (Zenderen, 11 januari 2002) is een Nederlands motorcrosser.

## Carrière
In 2018 kwam Elzinga uit in het EMX125-kampioenschap op een Yamaha. Tijdens de laatste wedstrijd van het seizoen in Assen stond hij op het podium. Hij werd dertiende in de eindstand.
Vanaf 2019 kwam Elzinga uit in het EMX250-kampioenschap op een Yamaha. Hij werd tiende in de eindstand.
In 2020 begon Elzinga in zijn eigen privéteam op een Husqvarna. Gedurende het seizoen maakte hij de overstap naar KTM. Hij werd 24ste in de eindstand.
In 2021 kwam Elzinga voltijds uit in het EMX250-kampioenschap. Hij wist zijn thuiswedstrijd in Nederland te winnen en stond nog verschillende keren op het podium. Hij werd derde in de eindstand Hij nam ook deel aan enkele wedstrijden in het Lucas Oil Pro Motocross Championship in de Verenigde Staten.
Vanaf 2022 kwam Elzinga opnieuw uit op Yamaha.
Hij won vier wedstrijden en werd kampioen in deze categorie. Ook werd Elzinga Nederlands Kampioen.
Gedurende het seizoen 2022 nam Elzinga enkele keren deel aan het wereldkampioenschap motorcross MX2 met een wildcard. Hij wist regelmatig punten te behalen en werd 23ste in de eindstand.
Vanaf 2023 komt Elzinga voltijds uit in het wereldkampioenschap motorcross MX2, waarin hij voor het fabrieksteam van Yamaha zal uitkomen als ploegmaat van Jago Geerts en Thibault Benistant.

## Palmares
- 2023: 10e in MX2-klasse
- EMX250: 2022
- KNMV Dutch Masters of Motocross 250cc: 2022
- EMX250: 2021